# Ashton Moore
Ashton Moore, nombre artístico de Brittany Rebholz (Newport Beach, California; 31 de marzo de 1976), es una actriz pornográfica estadounidense.

## Biografía
Aunque nació en California, se crio en Scottsdale, Arizona, donde actualmente reside.
Tras terminar el instituto Ashton comenzó a trabajar como camarera en un club de estriptis. Aunque al principio sólo trabajaba como camarera ya que no quería ser estríper, poco tiempo después terminó haciendo estriptis.
Muy poco tiempo después conoció a su actual marido, Jay, con el que se casó y tuvo dos hijos. Un día Ashton y su marido estaban viendo un concurso de bikinis en la televisión y Ashton decidió que quería presentarse a uno. Mandó fotos al concurso retransmitido por televisión Hot Body International, fue aceptada y salió como ganadora.
Tras su aparición en el concurso un cazatalentos se interesó por ella y le ofreció trabajo como modelo erótica. Comenzó posando para la fotógrafa Suze Randall y apareció en revistas tales como Club, Cheri, High Society y Penthouse, lo que le llevó a entrar en contacto con la industria del porno.

### Carrera como actriz porno
En 1998 decidió que además de modelo quería convertirse en actriz porno y firmó un contrato exclusivo con la productora Adam Eve.
Poco tiempo después decidió retirarse como actriz porno ya que no se sentía muy cómoda rodando escenas heterosexuales. Un tiempo después decidió volver a la industria del porno, esta vez rodando solamente escenas lésbicas y firmando un contrato exclusivo con la productora Jill Kelly Productions, lo que le llevó a participar en un gran número de películas, siempre en escenas lésbicas, excepto una escena con su marido, mientras su contrato con la productora estuvo en vigor.
A finales de 2004 su contrato exclusivo con Jill Kelly Productions finalizó y Ashton decidió que a pesar de que quería continuar trabajando como actriz porno, no quería renovarlo. Habló con su amiga la actriz porno Jenna Jameson que por aquel entonces estaba buscando actrices exclusivas para unirse a su imperio ClubJenna y Jenna le ofreció un contrato exclusivo con su compañía, ClubJenna, que Ashton aceptó además decidiendo que quería volver a rodar escenas heterosexuales. Ashton trabajó durante más de 2 años para la productora, pero en mayo de 2007 su contrato exclusivo con ClubJenna finalizó y no fue renovado.